# Емили Бичам
Емили Бичам (енгл. Emily Beecham; Манчестер, 12. мај 1984) британска је глумица и певачица.

## Детињство и младост
Рођена је 12. маја 1984. године у предграђу Манчестера, у Енглеској. Ћерка је Енглеза и Американке из Аризоне. Отац јој је пилот авиона. Има британско и америчко држављанство. Године 2003, када је имала 18 година, уписала је Академија музичке и драмске уметности у Лондону, а дипломирала је 2006. године.

## Филмографија

### Филм
| Улоге  |                              |               |              |          |
| Година | Српски назив                 | Изворни назив | Улога        | Напомена |
| 2008.  | 28 недеља касније            |               | Карен        |          |
| 2016.  | Аве, Цезаре!                 |               | Диедар       |          |
| 2021.  | Злица                        |               | Кетрин Милер |          |
| 2026.  | Supergirl: Woman of Tomorrow |               | Алура Ин-Зе  |          |

### Телевизија
| Улоге      |              |               |               |              |
| Година     | Српски назив | Изворни назив | Улога         | Напомена     |
| 2007.      | Нови трикови |               | Лора Смол     | 1 епизода    |
| 2022—данас | 1899         | 1899          | Лора Френклин | главна улога |